# 라오항공 301편 추락 사고
라오항공 301편 추락 사고는 2013년 10월 16일 라오항공 소속 항공기가 라오스의 왓따이 국제공항을 이륙하여 도착지인 팍세 공항의 기상악화로 인하여 메콩강으로 추락해 발생한 사고이다. 이 사고로 인해 탑승객 49명 전원이 사망하였다.